# Železniční trať Niš–Prahovo

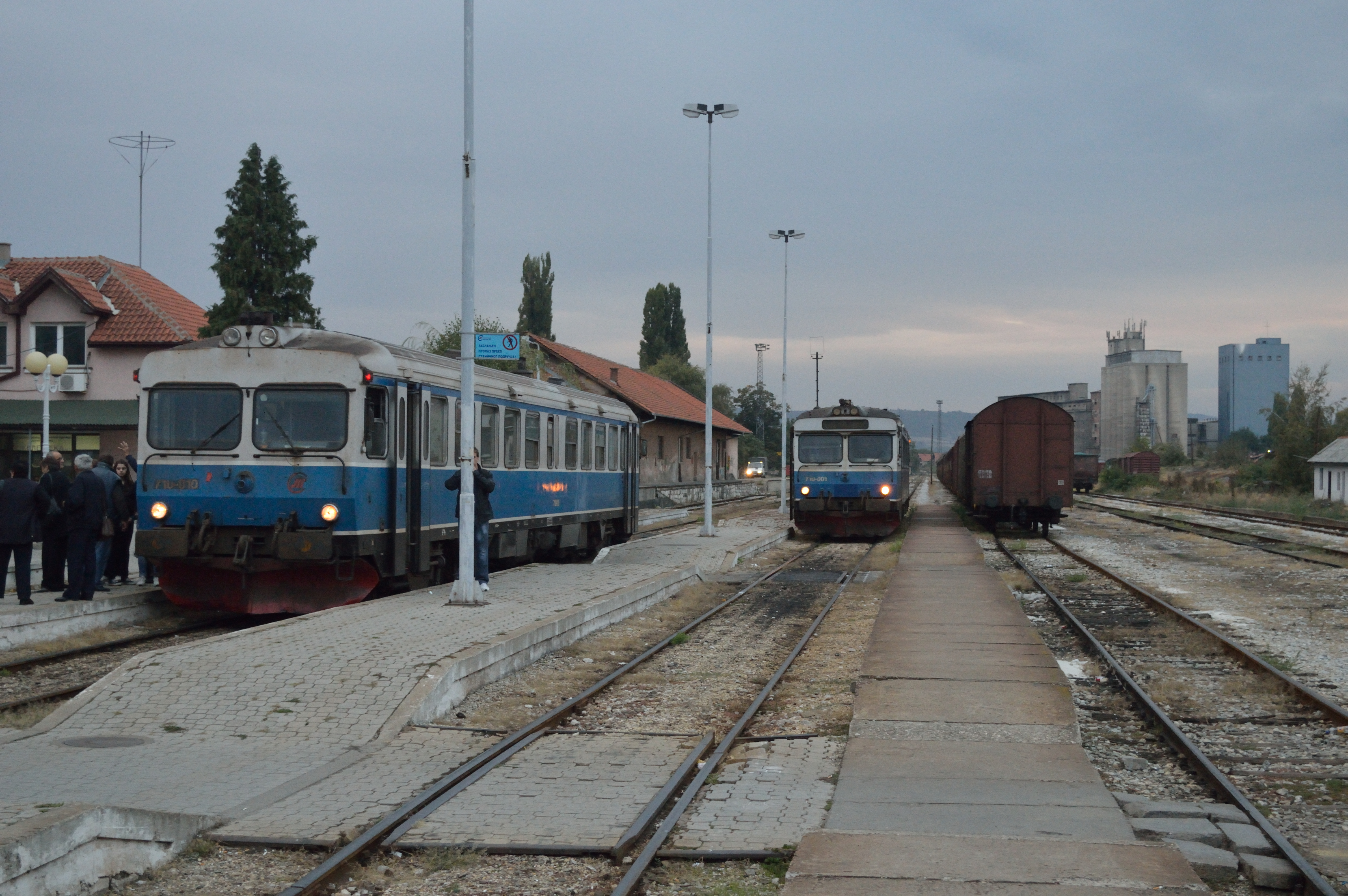
Vlaky na nádraží v Zaječaru.

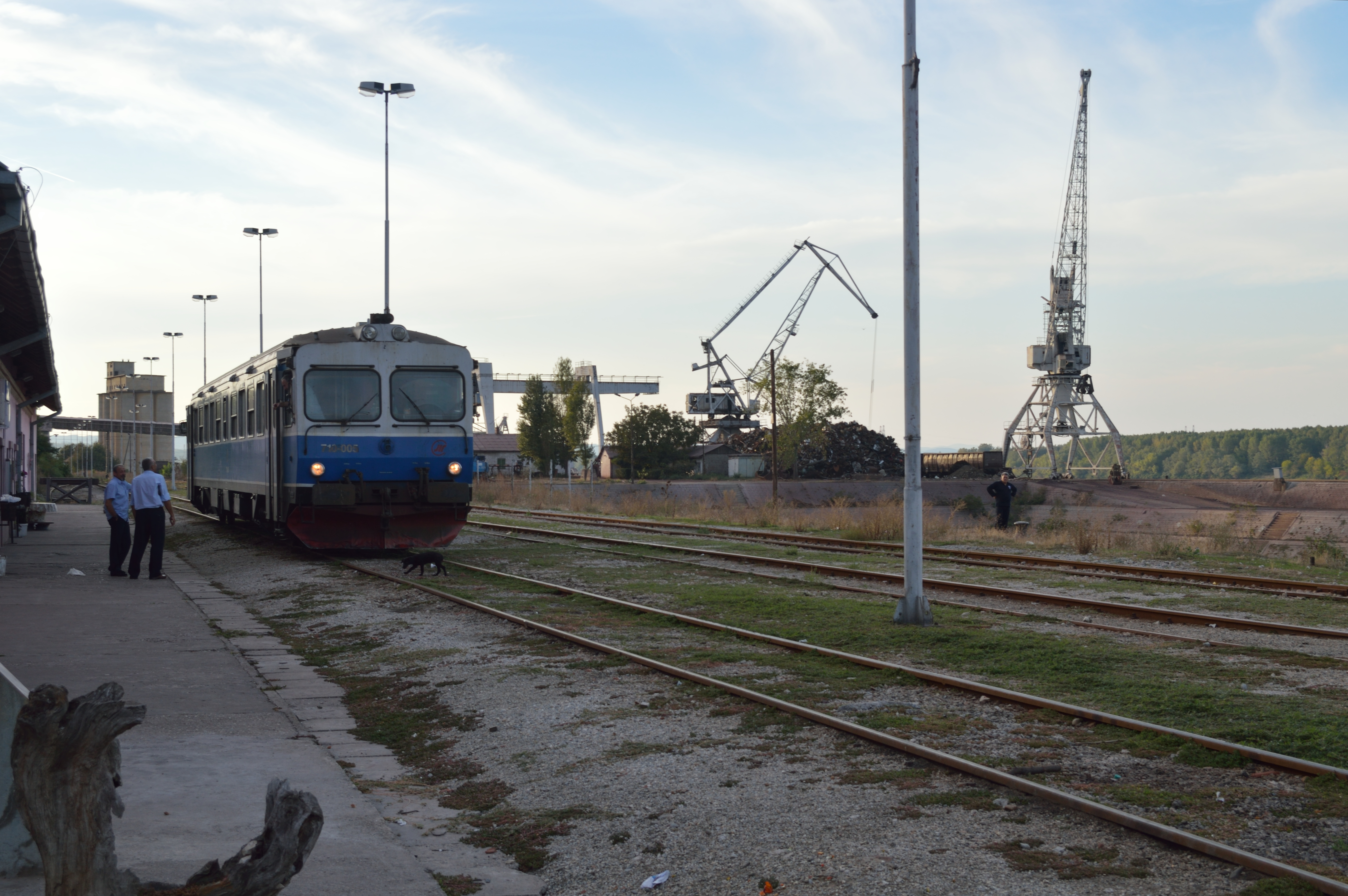
Vlak na nádraží u přístavu v Prahovu.

Železniční trať Niš–Prahovo (srbsky v cyrilici Железничка пруга Ниш–Прахово, v latince Železnička pruga Niš–Prahovo) se nachází na východě Srbska. Je také známá pod názvem Timocká dráha (srbsky Тимочка пруга/Timočka pruga). Jednokolejná neelektrifikovaná trať je vedena přibližně severo-jižním směrem podél srbské hranice s Bulharskem, převážně údolím Timoku, resp. jeho zdrojnice Bílého Timoku. Má délku 170 km.[zdroj?]
Trať slouží k obsluze několika regionálních středisek, jako je Zaječar, Svrljig, Knjaževac a Negotin. U Vrazogrnce (poblíž Zaječaru) se na ni trianglem napojuje regionální trať přes Bor do Požarevce a dále směr Bělehrad. V Niši se trať napojuje na hlavní srbské železnice směr Bělehrad, směr Vranje–Skopje a směr Dimitrovgrad–Sofija.

## Vedení tratě
Severně od města Niš je trať vedena po jižním úpatí pohoří Svrljiške planine, kde stoupá z původní nadmořské výšky 200 m (u Niše) až k 450 m (západně od obce Oreovac). Pod hřebenem pohoří pokračuje tunelem až do údolí řeky Pravačka reka. Poté pokračuje v jejím údolí až do města Svrljig. Odtud dále na sever vede trať již jen údolím řeky Timok, a to až do cílové stanice v přístavu Prahovo. Na trati se nachází nespočet mostů a tunelů, neboť v některých částech prochází velmi úzkým kaňonem Timoku.

## Historie
V roce 1890 se rozhodl srbský parlament vyčlenit finanční prostředky pro výstavbu železniční trati na samém východním okraji země. Měla se stát součástí budoucí tzv. transbalkánské železnice, která měla zajistit železniční spojení Srbska přes Rumunsko do ruského carství. Na jižním konci by poté pokračovala přes Kosovo až k Jaderskému moři.
Výstavba severního úseku trasy byla zahájena v roce 1907 a roku 1912 byl zprovozněn úsek mezi městy Zaječar a Negotin. Od Negotinu až k Dunaji (přístav Prahovo) začaly první vlaky jezdit v roce 1914. Během první světové války se podařilo zprovoznit celou severní část trati mezi městem Knjaževac a přístavem Prahovo na Dunaji. Na stavbu bylo nasazeno okolo 14 000 válečných zajatců rakousko-uherské armády. Dokončení trati mělo především vojenský význam, neboť trať umožňovala zásobování Srbska vojenským materiálem z Ruska v boji proti Rakousko-Uhersku a později i Bulharsku. První vlak po trati projel dne 22. ledna 1915.
Výstavba úseku z města Niš do města Knjaževac byla technicky náročnější, především kvůli nutnosti překonat horský masiv severně od Niše. Stavební práce byly zahájeny sice již roku 1911, nicméně je přerušila první a druhá balkánská válka a první světová válka. Zprovozněn byl dne 15. srpna 1922. Vlaky tak začaly jezdit na dalších 64,5 km tratě.

## Stanice
- Niš
- Crveni krst
- Pantelej
- Matajevac
- Gornja Vrežina
- Jasenovik
- Gramada
- Hadžićevo
- Svrljig
- Niševac
- Palilula
- Svrljiški Miljkovac
- Podvis
- Rgošte
- Knjaževac
- Gornje Zuniče
- Donje Zuniče
- Minićevo
- Selačaka reka
- Mali izvor
- Vratarnica
- Grljan
- Timok
- Zaječar
- Vržogrnac
- Trnavac
- Čokonjar
- Sokolovica
- Tabakovac
- Tabakovačka Reka
- Brusnik
- Tamnič
- Crnomasnica
- Rajac
- Rogljevo
- Veljkovo
- Mokranja
- Kobišnica
- Negotin
- Prahovo Selo
- Prahovo Pristanište (přístav)